# Melchor de Marchena
Melchor Jiménez Torres, connu sous son nom de scène Melchor de Marchena (Marchena, Séville, 17 juillet 1907-Madrid, 1980), est un guitariste espagnol de flamenco. Il est considéré comme un des artistes les plus représentatifs du jeu (toque) gitan, de même que Diego del Gastor. 

## Biographie
Sa passion pour le flamenco provient de son entourage familial : son père, El Lico, a été un guitariste réputé, sa mère La Josefita a été chanteuse (cantaora), comme une de ses tantes connue sous le nom de scène de La Gilica de Marchena, qui créa deux chants pour soleá. Deux de ses frères, Miguel el Bizco et Chico Melchor, ont aussi été guitaristes, tout comme le sera son fils Enrique de Melchor (1950-2012), qui a maintenu la tradition de la famille.
Guitariste attitré de La Niña de los Peines et de son frère Tomás Pavón à ses débuts dans les années 1930, puis d'Antonio Mairena, avec qui il collabore pendant près de vingt ans, Melchor de Marchena a accompagné de nombreux autres cantaores prestigieux de sa génération, comme Manolo Caracol, Juanito Valderrama, El Perro de Paterna, Juan de la Loma, Curro Mairena et Luis Caballero.
En 1966, Melchor de Marchena reçoit le Prix national de guitare flamenca, récompense maximale dans sa catégorie. Il accompagne des cantaores plus jeunes, comme Manuel Mairena et José Menese ; ce dernier sera accompagné pendant de nombreuses années par son fils Enrique de Melchor.